# هاینتس کروگر
هاینتس کروگر (به آلمانی: Heinz Krüger) بازیکن فوتبال و مدافع اهل آلمان شرقی بود که از سال ۱۹۵۷ میلادی عضو تیم ملی فوتبال آلمان شرقی بوده‌است. وی در ۱ بازی ملی حضور داشته و در بازی‌های ملی‌اش گلی به ثمر نرساند. هاینتس کروگر آخرین بازی ملی خود را در سال ۱۹۵۷ میلادی انجام داد.